# Dick, Kerr Ladies 4 - 0 St Helens Ladies
El 27 de diciembre de 1920, Dick, Kerr Ladies venció a St Helens Ladies por 4-0 en Goodison Park frente a 53 000 espectadores, una cifra de asistencia para un partido de fútbol de clubes femeninos que no se superaría durante 99 años. Sigue siendo el récord de asistencia al fútbol de clubes femeninos en Inglaterra.
Amenazada por la continua popularidad del fútbol femenino después de que los jugadores masculinos regresaran de la Primera Guerra Mundial, la Asociación Inglesa de Fútbol prohibiría poco después el fútbol femenino en Inglaterra, una restricción que duró 50 años.

## Antecedentes
El fútbol en Boxing Day ha sido una institución popular en el Reino Unido desde los primeros días de este deporte. Durante la Primera Guerra Mundial, cuando los hombres normalmente no podían jugar al fútbol, la gente buscó la manera de que el deporte continuara; se formaron equipos integrados por mujeres, que habían ocupado el lugar de los hombres en otros trabajos. El equipo más popular fue Dick, Kerr Ladies, un equipo de la fábrica de municiones Dick, Kerr & Co. en Preston, y la mayoría de las jugadoras eran trabajadoras de la fábrica. El primer partido de Dick, Kerr Ladies había sido el día de Navidad de 1917, con 10 000 espectadores; al día siguiente (Boxing Day), el doble de personas se presentó en Grosvenor Park para ver un partido representativo de mujeres de Inglaterra contra Irlanda.
En 1920, Dick, Kerr Ladies fueron consideradas el mejor equipo del país, con St Helens Ladies el segundo mejor.

## Resumen del partido

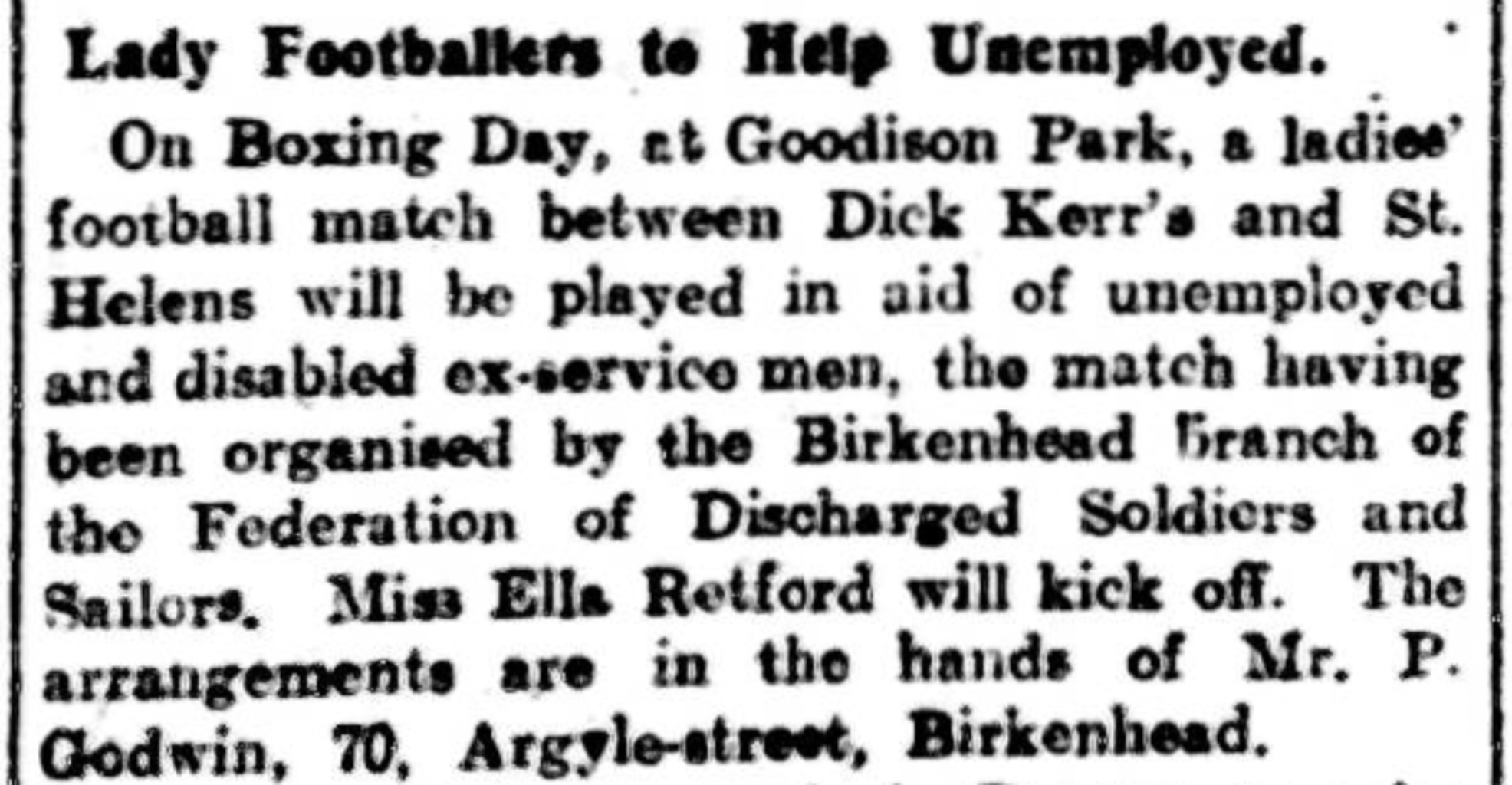
Un anuncio en el periódico para el partido.

El partido, realizado para recaudar fondos para soldados heridos, se jugó entre las populares Dick, Kerr Ladies y sus rivales locales, St Helens Ladies, el Boxing Day de 1920. Tuvo lugar en Goodison Park, un estadio en Liverpool que no tenía capacidad oficial en ese momento, pero había tenido un récord de ~ 60 000 espectadores en 1910 para la repetición de la final de la FA Cup masculina; el estadio había visto a 35 000 espectadores para su partido del día de Navidad de 1920 entre su equipo masculino residente, el Everton, y el equipo londinense Arsenal. Más tarde, en el Boxing Day de 1920, las reservas del Everton (masculino) jugaron contra los rivales locales Southport en Goodison, ante una multitud de poco más de 5000.
Se informó que 53 000 personas ingresaron al estadio para el partido femenino del Boxing Day de 1920, y se impidió la entrada a 14,000 fanáticos visitantes más. Las jugadoras eran tan populares que se requirió una escolta policial para ayudarlas a través de la multitud de fanáticos afuera mientras ingresaban al estadio, y British-Pathé envió cámaras para grabar el juego desde las líneas de banda; A pesar de esto, no se esperaba que la multitud fuera tan grande, y fue necesario abrir torniquetes adicionales para hacer frente.
El partido fue iniciado por Ella Retford, una popular actriz de teatro que en ese momento encabezaba el Empire Theatre de Liverpool. La delantera titular de Dick, Kerr; Florrie Redford, perdió el tren para el partido y fue sustituida en la alineación por su habitual compañera de ataque Jennie Harris, que marcó el gol inicial. La capitana Alice Kell, lateral derecha, pasó a jugar como delantera en lugar de Redford durante la segunda mitad y anotó un triplete, y el partido terminó 4-0 a favor de Dick, Kerr Ladies. La portera de St Helens, Edith Waine, trabajó duro para mantener más balones afuera. Se elogió a las jugadoras, al igual que la asistencia y la cantidad recaudada para la Asociación de Soldados y Marineros Desmovilizados y Licenciados: 3100 libras esterlinas, un ingreso récord para un partido de mujeres.
Después del partido, el alcalde de Liverpool entregó al equipo de Dick, Kerr una medalla en reconocimiento a sus esfuerzos de recaudación de fondos.

## Detalles del partido
| 27 de diciembre de 1920 | Local | vs. | Visita | Goodison Park,         |  |
|                         |       |     |        | Árbitro(s): Stan Peers |  |

|  |  |

|                  |  |                  |  |
|                  |  |                  |  |
|                  |  | Annie Hastie     |  |
|                  |  | Alice Kell (c)   |  |
|                  |  | Lily Parr        |  |
|                  |  | Alice Woods      |  |
|                  |  | Jessie Walmsley  |  |
|                  |  | Sally Hulme      |  |
|                  |  | Florrie Haslam   |  |
|                  |  | Jennie Harris    |  |
|                  |  | Alice Mills      |  |
|                  |  | Lily Llee        |  |
|                  |  | Margaret Clayton |  |
| D. T.:           |  |                  |  |
| Alfred Frankland |  |                  |  |

|            |  |             |  |
|            |  |             |  |
|            |  | Edith Waine |  |
|            |  | M. Makin    |  |
|            |  | F. Gee      |  |
|            |  | E. Britch   |  |
|            |  | M. Ransome  |  |
|            |  | Swift       |  |
|            |  | Davies      |  |
|            |  | N. Johnson  |  |
|            |  | Scott       |  |
|            |  | E. Woods    |  |
|            |  | F. Hayes    |  |
| D. T.:     |  |             |  |
| Sr. Gordon |  |             |  |

## Legado
Inquieta por el hecho de que el partido de fútbol femenino atrajera a más espectadores que los clubes masculinos después de que estos últimos regresaran de la guerra (la final de la FA Cup 1919-20 masculina de 1920 contó con 50 018 espectadores), la Asociación Inglesa de Fútbol (FA) tomó medidas para volver a poner el fútbol masculino en el centro de atención. Las razones propuestas para la incomodidad de la FA con el fútbol femenino incluyen: que menos público para los partidos de hombres el mismo día que las mujeres amenazaba la legitimidad del fútbol masculino; grandes multitudes alentando las campañas de sufragio femenino; la idea de que los deportes, y por lo demás continuar con los trabajos de los hombres después de la guerra, disminuían la feminidad de las mujeres; que la recaudación de fondos de caridad estaba demasiado cerca de un movimiento laboral organizado para su comodidad; la creencia de la FA de que las grandes multitudes hacían que las mujeres jugando al fútbol fuera «demasiado espectáculo»; y la preocupación de que el aumento de espectadores alentara a las mujeres futbolistas a jugar demasiado duro para sus cuerpos supuestamente frágiles. El 5 de diciembre de 1921, la FA prohibió a las mujeres usar campos oficiales, relegándolas a «campos embarrados y en la oscuridad»  hasta 1971. Según los informes, la FA explicó que su decisión se tomó debido a que los clubes femeninos, con partidos que generalmente se juegan con fines benéficos, no donaron suficiente dinero a la caridad.
Ningún partido de fútbol femenino de clubes superó la asistencia del partido del Boxing Day de 1920 hasta 99 años después, el 17 de marzo de 2019, cuando el equipo líder de la liga española, el Atlético de Madrid, jugó (y perdió) ante el Barcelona en el Estadio Metropolitano de Madrid frente a 60 739 espectadores. Desde entonces, el récord ha sido superado dos veces más, ambas veces convirtiéndose en récords absolutos de asistencia para un partido de fútbol femenino (superando la audiencia para partidos internacionales), y ambas veces por partidos celebrados en 2022 en el Camp Nou de Barcelona (Barcelona vs. Real Madrid y vs. Wolfsburgo). El récord de 1920 permanece invicto en el Reino Unido; el récord de asistencia de clubes de fútbol femenino inglés moderno se logró en mayo de 2022, con 49.094 en el estadio de Wembley para la final de la Women's FA Cup 2021-22 entre Chelsea y Manchester City.
Se programó una celebración del centenario del partido en Deepdale, el estadio de Preston, en 2020, pero tuvo que cancelarse debido a la pandemia de COVID-19; en su lugar, se organizó una celebración virtual.